# Котюржинцы (Полонский район)
Котюржинцы (укр. Котюржинці) — село в Полонском районе Хмельницкой области Украины.
Население по переписи 2001 года составляло 270 человек. Почтовый индекс — 30514. Телефонный код — 3843. Занимает площадь 1,292 км². Код КОАТУУ — 6823683001.

## Местный совет
30514, Хмельницкая обл., Полонский р-н, с. Котюржинцы, ул. Л. Войтюк, 2